# Padre Haroldo
Harold Joseph Rahm, SJ, mais conhecido no Brasil como Padre Haroldo, (Tyler, 22 de fevereiro de 1919 — São Paulo, 30 de novembro de 2019) foi um padre católico nascido no estado norte-americano do Texas, naturalizado brasileiro em 1986 e ordenado jesuíta no dia 14 de junho de 1950.
O padre Haroldo tinha como lema de vida “É preciso viver a vida com alegria!” e teve sua vida marcada por obras e projetos sociais,  aos marginalizados da sociedade, especialmente no tratamento de dependentes químicos. É uns dos fundadores da Renovação Carismática Católica no Brasil e do Movimento TLC. Pioneiro no trabalho das comunidades terapêuticas no Brasil.

## Trajetória
O padre Haroldo chegou ao Brasil em 1964 e começou a trabalhar com o Cursilho de Cristandade em Campinas, chegando a ser diretor espiritual do mesmo - inspiração inicial para a criação de um curso para a juventude combinando técnicas dos Exercícios Espirituais de St. Inácio, da Congregação de Maria, da Legião de Maria, da Ação Católica, documentos do Concílio Vaticano II e do movimento TLC (Treinamento de Liderança Cristã). Ao que saiu da região fronteiriça com o México, o padre Haroldo deixou por lá uma obra social já grandiosa na área subdesenvolvida da cidade texana de El Paso.
O padre Haroldo nunca parou de lançar sementes nos solos que encontrou. A experiência vivenciada em voluntariado nas obras sociais do padre Haroldo levou indiretamente à criação das "Casa Dia", hoje com mais de 30 unidades no Brasil promovendo apoio a dependentes químicos.
Este padre missionário criou também no Brasil a Instituição Padre Haroldo, uma referência no tratamento e prevenção da drogadicção de pessoas em geral bem como que ainda atua trabalhando com crianças e adolescentes em situação de risco.
Em 1984, Padre Haroldo também fundou a ONG Amor-Exigente, inspirado no americano Tough Love. Através de grupos de apoio pautados por seu programa comportamental, o Amor-Exigente (AE) oferece desde então apoio a orientação a familiares de dependentes químicos. Atualmente, o Amor-Exigente possui mais de 600 grupos espalhados pelo Brasil, Argentina, Uruguai, Itália e EUA.

## Morte
O Padre veio a falecer no dia 30 de novembro de 2019, dentro das instalações da Casa dos Jesuítas, em São Paulo. A causa da morte foi parada cardíaca.
Suas exéquias foram concelebradas por 12 sacerdotes na Igreja Nossa Senhora do Bom Conselho, no Mosteiro de Itaici, Vila Kostka,  no dia 01 de dezembro de 2019, onde recebeu suas últimas homenagens do povo de Indaiatuba e região, sendo sepultado na cripta do local. 